# Эскаланте Молина, Франсиско
Франсиско Эскаланте Молина (исп. Francisco Escalante Molina; род. 29 января 1965, Ла-Грита, Венесуэла) — венесуэльский прелат и ватиканский дипломат. Титулярный архиепископ Грацианы с 19 марта 2016. Апостольский нунций в Республике Конго с 19 марта 2016 по 4 июня 2021. Апостольский нунций в Габоне с 21 мая 2016 по 4 июня 2021. Апостольский нунций на Гаити с 4 июня 2021 по 25 января 2024. Апостольский нунций в Японии с 25 января 2024. 